# Псевдокислота
Псевдокислота (англ. pseudo acid) — потенційно кислотна сполука, якій для реалізації кислотних властивостей потрібна певна структурна реорганізація, типу кето-енольної таутомеризації, з не надто малою енергією активації для того, щоб проявити нормальні кислотні властивості.
Прикладом таких сполук є нітроалкани:
RCH2NO2 → RCH=NO2H → RCH=NO2– + H+